# Dominice Steffen
Dominice Steffen (* 17. Dezember 1987 in Berlin) ist eine deutsche Volleyballspielerin.

## Volleyball-Karriere
Steffen begann ihre Karriere im Alter von neun Jahren beim VC Preußen Berlin im Stadtteil Hohenschönhausen. Nach einer weiteren Station in ihrer Heimatstadt bei der SG Rotation Prenzlauer Berg setzte sie ihre sportliche Ausbildung beim Nachwuchsteam VC Olympia Berlin fort. Anschließend wechselte die Außenangreiferin zum USC Braunschweig. Die Junioren-Nationalspielerin nahm an der Nachwuchs-Europameisterschaft 2004 teil. Ein Jahr später wurde sie erstmals in den Kader der A-Nationalmannschaft berufen. 2006 wechselte sie zum Bundesligisten NA Hamburg. Mit den Hamburgern erreichte sie 2008 das Finale im DVV-Pokal und unterlag dem VfB 91 Suhl, von dem sie anschließend verpflichtet wurde. Die Pokal-Endspiele 2010 und 2011 verlor sie mit Suhl jeweils. Am 22. Oktober 2011 zog sie sich beim Bundesliga-Spiel in Aachen einen Kreuzbandriss zu. Von 2012 bis 2015 spielte Steffen in der 2. Bundesliga, und zwar 2012/13 beim VfL Oythe und 2013/14 sowie 2014/15 beim Allgäu Team Sonthofen. Danach kehrte Steffen zurück in die erste Bundesliga zum heimatlichen Köpenicker SC. Nach dessen Rückzug 2017 spielte sie beim Nachfolgeverein SG Rotation Prenzlauer Berg in der 3. Liga Nord und stieg 2018 in die 2. Bundesliga auf. Seit 2019 ist Steffen beim TV Eiche Horn Bremen in der 3. Liga West aktiv.